# Закари, Азиз
Азиз Закари — ганский легкоатлет, который специализировался в беге на 100 метров. 46-й спринтер, кому удалось преодолеть 10-секундный барьер. На Олимпиаде 2000 года вышел в финал, но не смог закончить дистанцию. На олимпийских играх 2004 года также вышел в финал, но не смог финишировать. На чемпионате мира 2011 года не смог пройти дальше четвертьфинала.
В составе эстафеты 4x100 метров был заявлен на олимпийские игры 1996 года, на которых команда смогла дойти до финала, в котором не стартовала.